# Siergiej Kormilcew
Siergiej Giennadjewicz Kormilcew, ros. Сергей Геннадьевич Кормильцев, ukr. Сергій Геннадійович Кормільцев, Serhij Hennadijowycz Kormilcew (ur. 22 stycznia 1974 w Barnaule, Rosyjska FSRR) – rosyjski piłkarz, grający na pozycji pomocnika, były reprezentant Rosji i Ukrainy, trener piłkarski. W 1999 przyjął obywatelstwo ukraińskie. Latem 2007 wrócił na stałe do Rosji.

## Kariera piłkarska

### Kariera klubowa
Wychowanek szkoły sportowej Dinamo Barnauł. W 1991 zadebiutował w podstawowym składzie w Drugiej Lidze ZSRR. Potem występował w drużynie Zaria Lenińsk Kuźniecki. Do Urałanu Elista w końcu 1996 zaprosił wtedy trener tego klubu Pawło Jakowenko. Kormilcew pomógł klubowi awansować do Wyższej Ligi. Na niego, Artema Jaszkina i Serhija Serebrennikowa zwrócili uwagę skauci Dynama Kijów. Tak trójka młodych rosyjskich piłkarzy w 1999 otrzymała ukraińskie obywatelstwo i przyjechała do Kijowa. W Dynamo nikt z nich nie zrobił wielkiej kariery. W 2000 powrócił do Rosji, gdzie podpisał kontrakt z Torpedo Moskwa. Kiedy w 2006 klub spadł z Premier Ligi, przeszedł najpierw do ukraińskiego klubu Zoria Ługańsk, a rok później wrócił do klubu, w którym zaczynał karierę - Dinamo Barnauł. Podczas letniej przerwy, kiedy przyszedł nowy trener, odmówił współpracy i zakończył karierę piłkarską.

### Kariera reprezentacyjna
18 listopada 1998 zadebiutował w reprezentacji Rosji w meczu towarzyskim z reprezentacją Brazylii, przegranym 1:5. Po przyjęciu obywatelstwa ukraińskiego debiutował w ukraińskiej reprezentacji 26 kwietnia 2000 w meczu przeciwko reprezentacji Bułgarii, wygranym 1:0. W latach 2000–2004 wystąpił w 15 meczach.

## Kariera trenerska
Po zakończeniu kariery zawodniczej od 2008 pracował jednym z trenerów SDJuSzOR Dinamo Barnauł. Potem pomagał trenować klub. 6 września 2010 w związku z zarzutami o granie na totalizatorze (stawki na wyniki własnej drużyny) podał się do dymisji.
W 2015 pomagał trenować Bajkał Irkuck. 10 lutego 2016 został zaproszony do sztabu szkoleniowego FK Czyta.

## Sukcesy i odznaczenia

### Sukcesy klubowe
- mistrz Ukrainy: 1999, 2000
- zdobywca Pucharu Ukrainy: 1999, 2000
- brązowy medalista Mistrzostw Rosji: 2000
- mistrz Rosyjskiej Pierwszej Dywizji: 1997

### Odznaczenia
- tytuł Mistrza Sportu Klasy Międzynarodowej: 2005[2]
- Medal "Za pracę i zwycięstwo": 2006[3]